# Campaña parta de Trajano
La campaña parta de Trajano fue una campaña militar ejecutada por el emperador romano Trajano en el año 114 contra el Imperio Parto en Mesopotamia. La guerra fue inicialmente exitosa para los romanos, pero debido a una serie de reveses, incluidas las rebeliones a gran escala en el Mediterráneo oriental y el norte de África, así como la muerte de Trajano en 117, terminó en una retirada romana.
En el año 113, Trajano decidió que había llegado el momento de resolver definitivamente la "cuestión oriental" mediante la derrota decisiva de Partia y la anexión de Armenia. Sus conquistas marcaron un cambio deliberado de la política romana hacia Partia y un cambio de énfasis en la "gran estrategia" del imperio. En 114 Trajano invadió Armenia, la anexo como una provincia del Imperio Romano y mató a Partamasiris quien había sido colocado en el trono armenio por su pariente, el Rey Osroes I.
En el año 115, el emperador romano invadió el norte de Mesopotamia y lo anexionó también a Roma. Esta conquista fue juzgada necesaria, ya que sino el saliente armenio podría ser fácilmente cortado por los partos desde el sur. Después los romanos capturaron la capital parta, Ctesifonte, antes de navegar río abajo hacia el Golfo Pérsico.
No obstante, estallaron revueltas en el Este del Mediterráneo, el Norte de África y el Norte de Mesopotamia, mientras que una rebelión judía estalló en territorio romano, que puso a prueba los recursos militares del imperio. Trajano no pudo tomar Hatra, lo que evito una derrota total parta. Las fuerzas partas atacaron posiciones romanas clave, y las guarniciones romanas de Seleucia, Nisibis y Edesa fueron desalojadas por la población local. Trajano sometió a los rebeldes en Mesopotamia; instaló a un príncipe parto, Partamaspates, como rey cliente y se retiró a Siria. Trajano murió en 117 antes de poder reanudar la guerra.
La campaña parta de Trajano se considera, de varias maneras, el clímax de "dos siglos de posturas políticas y amargas rivalidades". Fue el primer emperador que llevó a cabo una invasión exitosa de Mesopotamia. Sus grandes planes para Armenia y Mesopotamia se vieron finalmente "truncados por las circunstancias creadas por una comprensión incorrecta de las realidades estratégicas de la conquista oriental y una subestimación de lo que puede hacer la insurgencia".

## Antecedentes

### Relaciones entre romanos y partos
Los primeros contactos entre Roma y Partia se establecieron cuando los romanos invadieron Asia Menor hacia finales del siglo II a. C. Siguieron más de siete siglos de relaciones tumultuosas y tensas, sin que ninguna de las dos potencias, que controlaban un vasto territorio, lograra imponer su supremacía sobre la otra. A pesar de ello, los conflictos estuvieron separados por largos periodos de paz que favorecieron el establecimiento de intercambios culturales y comerciales.

### Las primeras expediciones más allá del Éufrates
El Reino de Armenia, que junto con el este de Siria y el noroeste de Mesopotamia iba a ser uno de los principales problemas respecto a los conflictos con Partia, se convirtió en una gran potencia en Oriente durante la primera mitad del siglo I a. C. La alianza de Tigranes II el Grande, colocado en el trono de Armenia por los partos, y Mitrídates VI del Ponto desencadenó la primera de una serie de tres guerras contra Roma. Fue durante la tercera guerra cuando los romanos se vieron obligados a cruzar el Éufrates por primera vez (entre el 74 y el 63 a. C.).
En el año 53 a. C., los romanos volvieron a cruzar el río, dirigidos por Craso, para enfrentarse a los partos. La expedición terminó con una traumática derrota para Roma en la Batalla de Carras. Los partos restauraron así su supremacía sobre todos los territorios al este del Éufrates.
Posteriormente, poco antes del asesinato de César, sus oponentes forjaron vínculos con los partos que prosiguieron incluso tras su muerte. Tras ser derrotados en la Batalla de Filipos, los líderes republicanos se refugiaron en la corte del rey parto y le instaron a emprender una expedición en territorio romano. En el año 40 a. C., Orodes II invadió la Siria romana en la que fue la única gran invasión parta del Imperio Romano, aunque debe considerarse más como una expedición puntual que buscaba saquear más que una expansión. La expedición alteró el equilibrio de poder de la región y muchos de los reinos clientes de Roma cayeron bajo la influencia parta.
Marco Antonio reaccionó y expulsó a los partos de los territorios ocupados, restableciendo la frontera oriental a lo largo del Éufrates en el año 38 a. C. Al año siguiente, los reinos de la región volvieron a caer bajo la influencia romana y la derrota de los últimos republicanos mantuvo a los partos fuera de los asuntos internos romanos. Marco Antonio soñaba con gloria y con extender su territorio hasta Mesopotamia, pero pronto tuvo que renunciar a su ambición tras una dura derrota ante los partos. El conflicto que estalló entre Octavio y Marco Antonio distrajo a los romanos de la frontera oriental durante cierto tiempo. Las campañas de Marco Antonio contra los partos fueron un fracaso, ya que no consiguió borrar el recuerdo de la derrota de Craso y los ejércitos romanos fueron derrotados una vez más en territorio enemigo. Además, Armenia volvió a estar bajo la influencia del Imperio Parto tras pasar brevemente bajo la esfera de influencia romana.

### La política oriental de Augusto

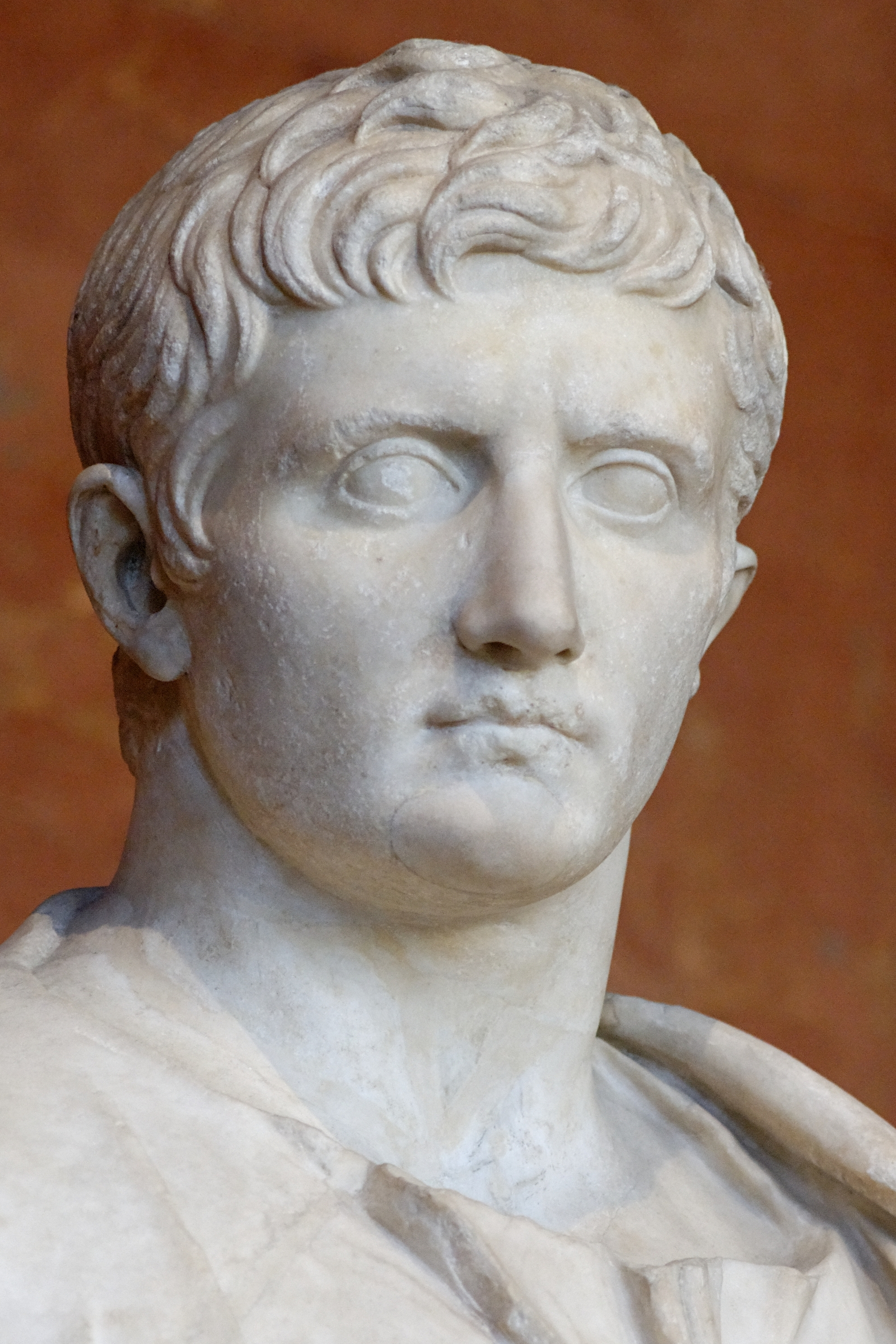
Retrato de Augusto fechado entre el y el

Hubo que esperar al fin de la guerra civil con la victoria de Octaviano en la Batalla de Accio para que los romanos pudieran volver a prestarle atención a su política oriental. Octavio, ahora llamado Augusto, reforzó las tropas de guarnición a lo largo del limes oriental, marcado por el río Éufrates y reorganizó la región anexionando algunos reinos clientes y renovando antiguas alianzas con los reyes de los reinos vecinos, que a su vez se convirtieron en reyes clientes de Roma. Desde el Mar Negro hasta el norte de Siria, Roma estaba ahora en contacto, directa e indirectamente, con el Imperio Parto.
Augusto siguió una política compleja y reaccionó ante las distintas situaciones favoreciendo las soluciones diplomáticas frente a las soluciones armadas, procurando la coexistencia pacífica de los dos imperios a pesar de los periodos de gran tensión. En particular, obtuvo la devolución de las águilas perdidos en la batalla de Carras, poniendo fin a un trauma romano de sesenta años. Sin embargo, el Reino de Armenia seguía siendo un tema conflictivo debido a su situación geográfica y cada imperio intentaba extender su influencia colocando allí reyes vasallos más o menos leales. Las ciudades eran en general más favorables a los romanos, principalmente por razones comerciales, pero el resto del país, que compartía la misma religión y la misma cultura iraní, era más favorable a los partos.
En el año 20 a C., Augusto consiguió imponer un rey pro-romano en Armenia gracias a la presencia de los ejércitos de Tiberio, que no tuvieron que luchar. Pero aunque este acontecimiento se celebró en Roma como una victoria, los partos no habían cedido nada. Sólo veinte años más tarde, el equilibrio encontrado por Augusto fue destruido y tuvo que intervenir de nuevo, a través de Cayo César, para reinstaurar un rey favorable a Roma. Una vez más, la paz duró poco, ya que unos años más tarde un nuevo rey parto extendió su influencia sobre Armenia. Finalmente, la política pacifista de Augusto hacia los partos dio resultados más bien decepcionantes.

### La política oriental de los emperadores delsigloI

#### Tiberio y la misión de Germánico

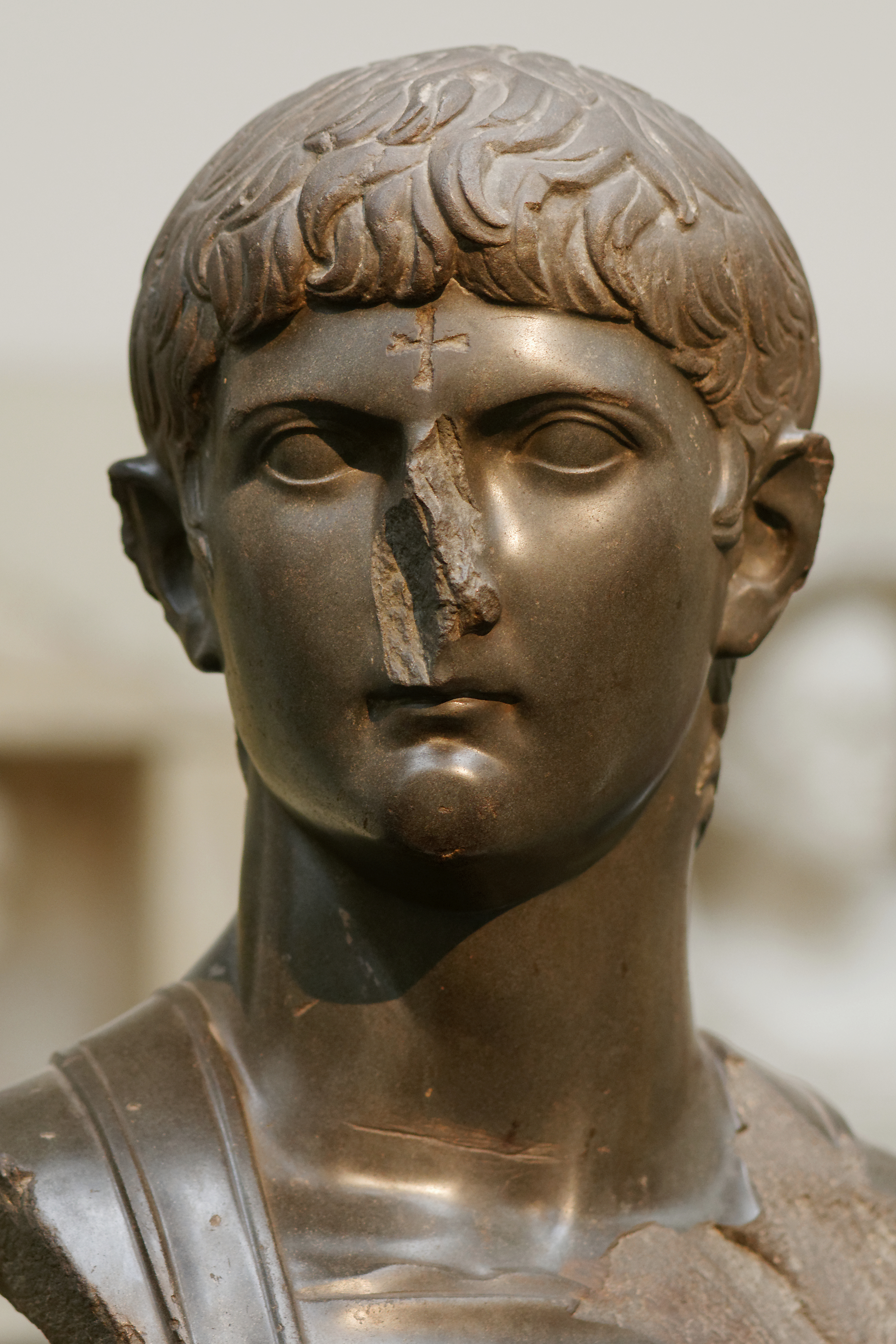
Busto de Germánico fechado entre 14 y En la antigüedad tardía, los cristianos le rompieron la nariz y le grabaron una cruz en la frente.

Tiberio siguió con la política de Augusto al preferir las soluciones diplomáticas a las soluciones armadas. La anexión de estados clientelares continuo con Comagene y Capadocia. En 18 Germánico fue a Armenia y coronó a un rey elegido por los propios armenios, Artaxias III, pero cuando este murió en 34 nació una nueva crisis con los partos. Roma tomó el control de la situación tras los intercambios diplomáticos apoyados por una demostración de fuerza a lo largo de la frontera. En el año 37, los partos cedieron y dejaron que los romanos colocaran a Mitrídates, originario de Iberia, en el trono armenio.

#### Calígula
Nada más ascender al trono, Calígula empezó a llevar una política exterior contraria a sus antecesores y multiplicó la creación de reinos vasallos de Roma en Oriente. Hizo encarcelar al rey armenio Mitrídates, dejando a Armenia a su suerte. Aprovechando la situación, los partos volvieron a poner al reino en su esfera de influencia.

#### Nerón y las Campañas de Corbulón

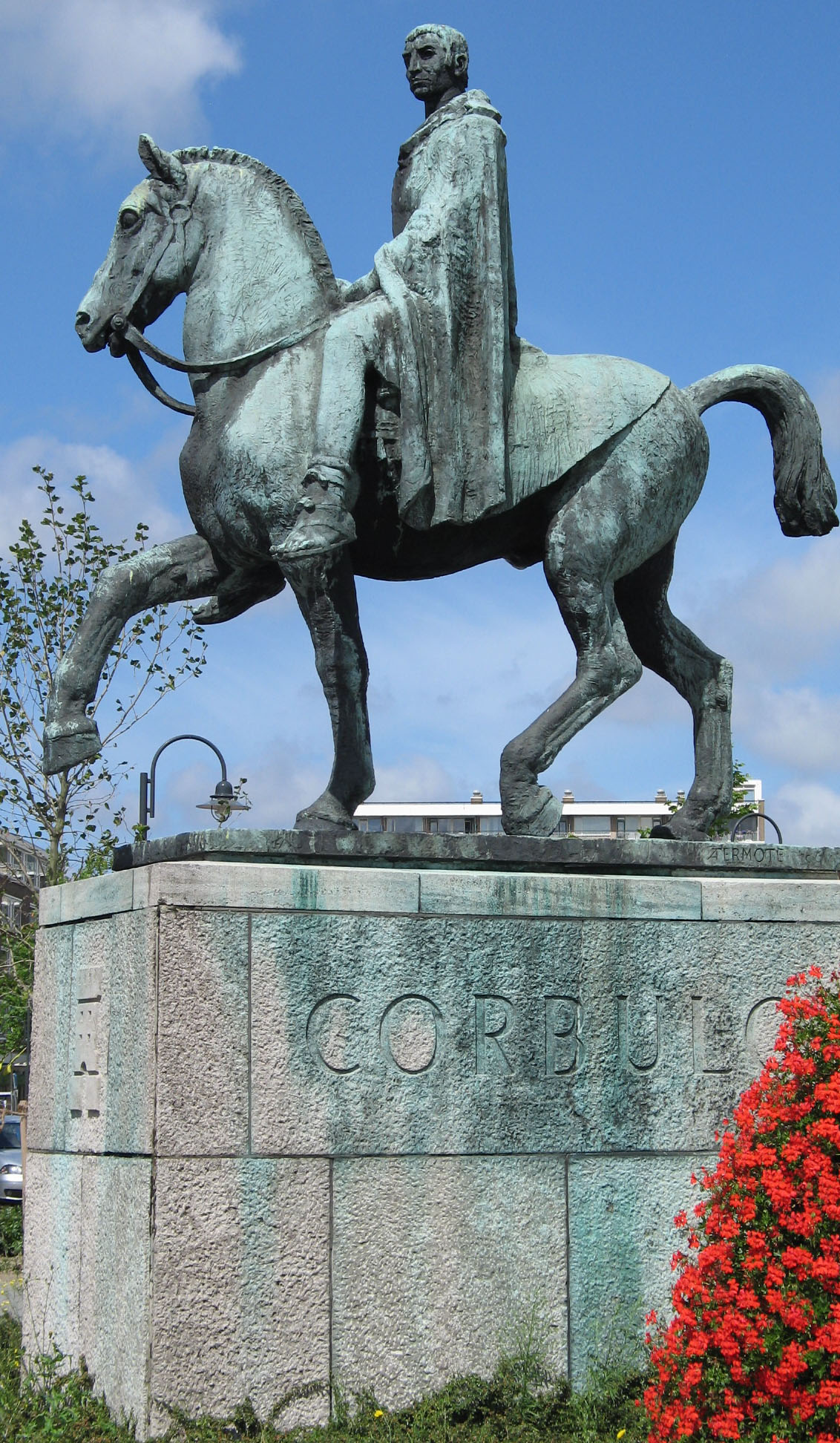
Estatua ecuestre de Corbulón por Albert Termote (1887-1978).

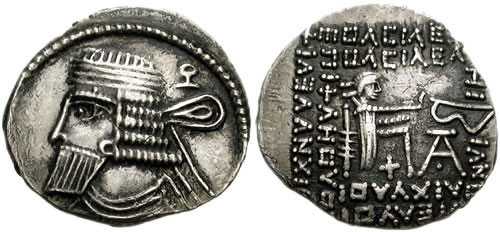
Moneda parta acuñada durante el reinado de Vologases I, con el perfil en el anverso.

A partir del año 51, las tensiones entre Roma y los partos por el reino se intensificaron. Finalmente, en el año 54, Vologases I, rey de los partos, conquistó Armenia y colocó a su hermano Tiridates en el trono.
Nerón, recientemente coronado emperador, reaccionó y nombró a Corbulón comandante de las fuerzas armadas de Oriente. Le dio el mando de las legiones de Capadocia y le encargó que resolviera el problema armenio. Poco a poco, la tensión aumentó entre los dos imperios, pero no ocurrió ningún enfrentamiento importante: los romanos se enfrentaron con los partos mediante una serie de escaramuzas y asedios sin gran importancia. En el año 58 se declaró finalmente la guerra y Corbulón consiguió apoderarse de las dos capitales armenias, Artashat y Tigranocerta. Armenia volvió a ser un reino vasallo de Roma con Tigranes VI en el trono. Vologases, que no pudo intervenir en ese momento debido a una revuelta en Hircania, no aceptó esta situación y, apoyado por la población de Armenia, que era en su mayoría desfavorable a los romanos, envió a Tiridates a reocupar el reino. Nerón pareció planear la anexión definitiva de Armenia al Imperio y encomendó a Paetus la tarea de conquistar el reino. Este último fracasó y, derrotado por Vologesis, se vio obligado a firmar un armisticio. En el año 63, Vologesis, aprovechando su ventaja temporal y queriendo evitar una guerra directa contra Roma, firmó el Tratado de Rhandeia con Corbulón, por el que los romanos acordaron coronar a Tiridate rey de Armenia como vasallo de Roma. Este tratado estabilizó la situación en el Este durante casi cincuenta años.

#### Los Flavios
El compromiso alcanzado en el año 63 en Rhandeia mantuvo el equilibrio en Oriente entre los emperadores romanos y los reyes partos. Sin embargo, este equilibrio era frágil y algunos incidentes diplomáticos estuvieron a punto de romperlo. Vespasiano se anexionó Armenia Inferior, con Satala, Capadocia y Samósata, haciendo desaparecer así los últimos reinos clientes en Asia Menor. Convirtió Samósata y Melitene en campamentos legionarios, cerrando así el acceso al valle del Éufrates. Hizo construir carreteras estratégicas para permitir un acceso rápido a la región en caso de ataque. Impresionados por el importante sistema puesto en marcha bajo los Flavios, los Partos detuvieron sus ofensivas. La muerte de Vologases los debilitó aún más, permitiendo a los emperadores romanos concentrarse en otros frentes. Esta situación estable en Oriente permitió a Trajano preparar con detalle su gran expedición.

## Objetivos
Se puede sostener razonablemente que Trajano había planeado su expedición al Este contra los partos y la anexión de Armenia y Mesopotamia desde al menos 111, si no desde el comienzo de su reinado como sugiere Plinio el joven cuando afirma que Trajano conectó el Rin con el Éufrates ("Rhenumque et Euphraten") en su Panegírico del emperador Trajano.
El objetivo principal perseguido por Trajano pareció ser estabilizar de manera duradera la frontera oriental del Imperio. Para ello, anexionaría Armenia, la continuación lógica de las maniobras ya iniciadas desde las campañas de Corbulon bajo Néron, y conquistaría la parte occidental de Mesopotamia para organizarla en provincia y convertirla en una fortaleza defensiva del Éufrates como ya lo hizo con Dacia para el Danubio. Además, Trajano probablemente se sintió atraído por el prestigio que podía obtener de las victorias sobre los partos, una opinión compartida por Dion Casio para quien la verdadera motivación de Trajano no es otra que la búsqueda de la gloria y la voluntad de imitar a Alejandro Magno (sogenante Alexander-imitatio).
Desde el tratado de Rhandeia, la muerte de Vologases I y las luchas internas que los dividían, los partos se debilitaron. Trajano fue consciente y utilizó la propaganda imperial para revivir entre los romanos el temor a un enemigo que amenazaba la integridad del Imperio Romano. Se pueden considerar otros objetivos como asegurar las rutas comerciales que cruzaban Mesopotamia hacia el Golfo Pérsico para el cual los partos sirven como intermediarios, pero es poco probable que esto sea lo que decidió a Trajano para dar comienzo a esta gran expedición.

## Casus belli

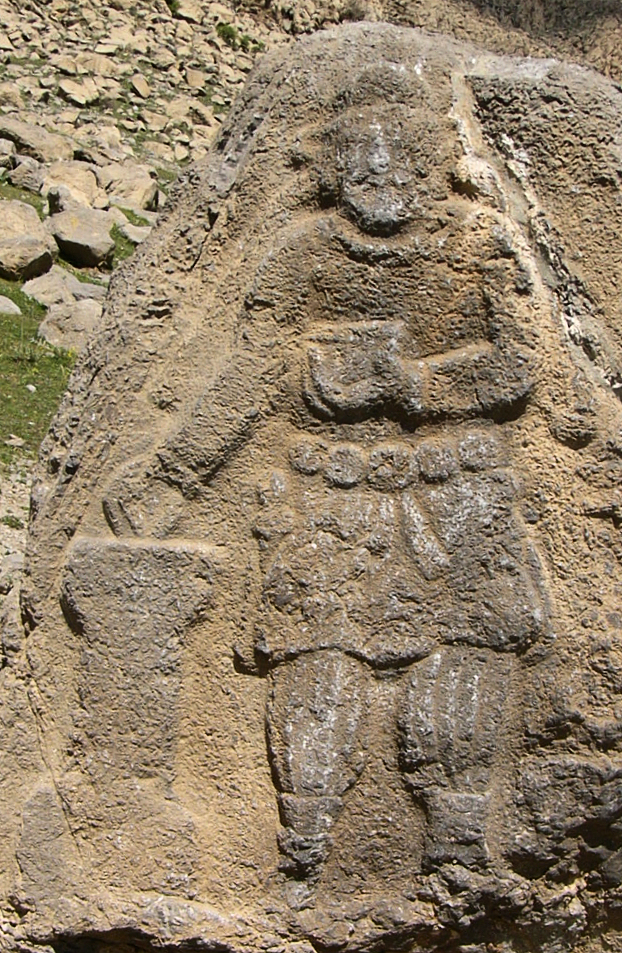
El rey Vologases III de Partia realizando una ofrenda en una bajorrelieve de Behistun.

Durante décadas, el desacuerdo existente sobre el establecimiento de un rey en Armenia generó serias tensiones entre Roma y los partos. Tras las campañas de Corbulón y la firma del tratado de Rhandeia bajo Nerón, un rey armenio, Tiridates, fue confirmado como vasallo de Roma. Desde entonces, la Gran Armenia fue considerada un reino vasallo de Roma, aunque los partos todavía reclamaban su control.
Alrededor de 105, estalló una guerra civil en el reino de Partia cuando Vologases III reclamó el trono ocupado desde el año 78 por Pacoro II. Vologases III tomó entonces el control de toda la parte oriental del reino, desde donde gobernó. En 109, Osroes sucedió a su hermano Pacoro e intentó recuperar el control de todo el reino. Alrededor de 110, en acuerdo con Roma, nombró a Axidares, su sobrino, rey de Armenia.
En 113, Osroes intentó extender su influencia en Armenia y derrocó al rey armenio Axidarès. Instaló a su propio hermano Partamasiris en el trono, sin el consentimiento de Roma. Al ir así en contra de las cláusulas del tratado de Rhandeia de 63, ofreció a los romanos un casus belli, o más bien un pretexto según la opinión de Dion Casio.

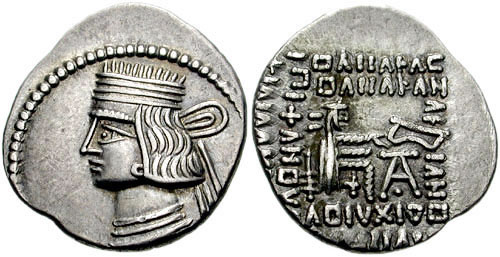
Moneda parta de Pacoro II (entre 78/80 y 105/110)
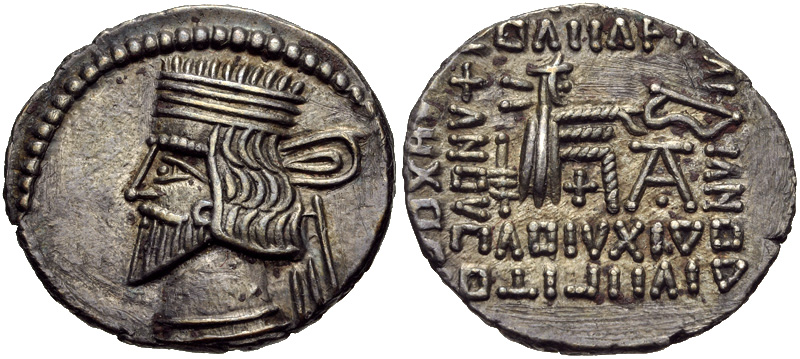
Moneda parta de Vologases III (entre 105 y 147)
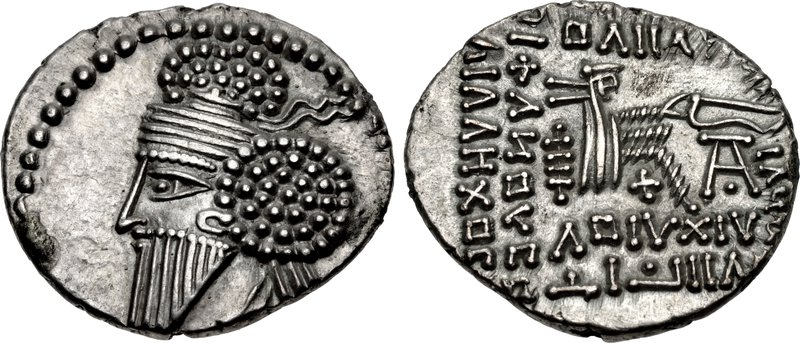
Moneda parta de Osroes I (entre 109 y 129)

## Primera campaña

### Preparativos

#### Anexión de Arabia Pétrea

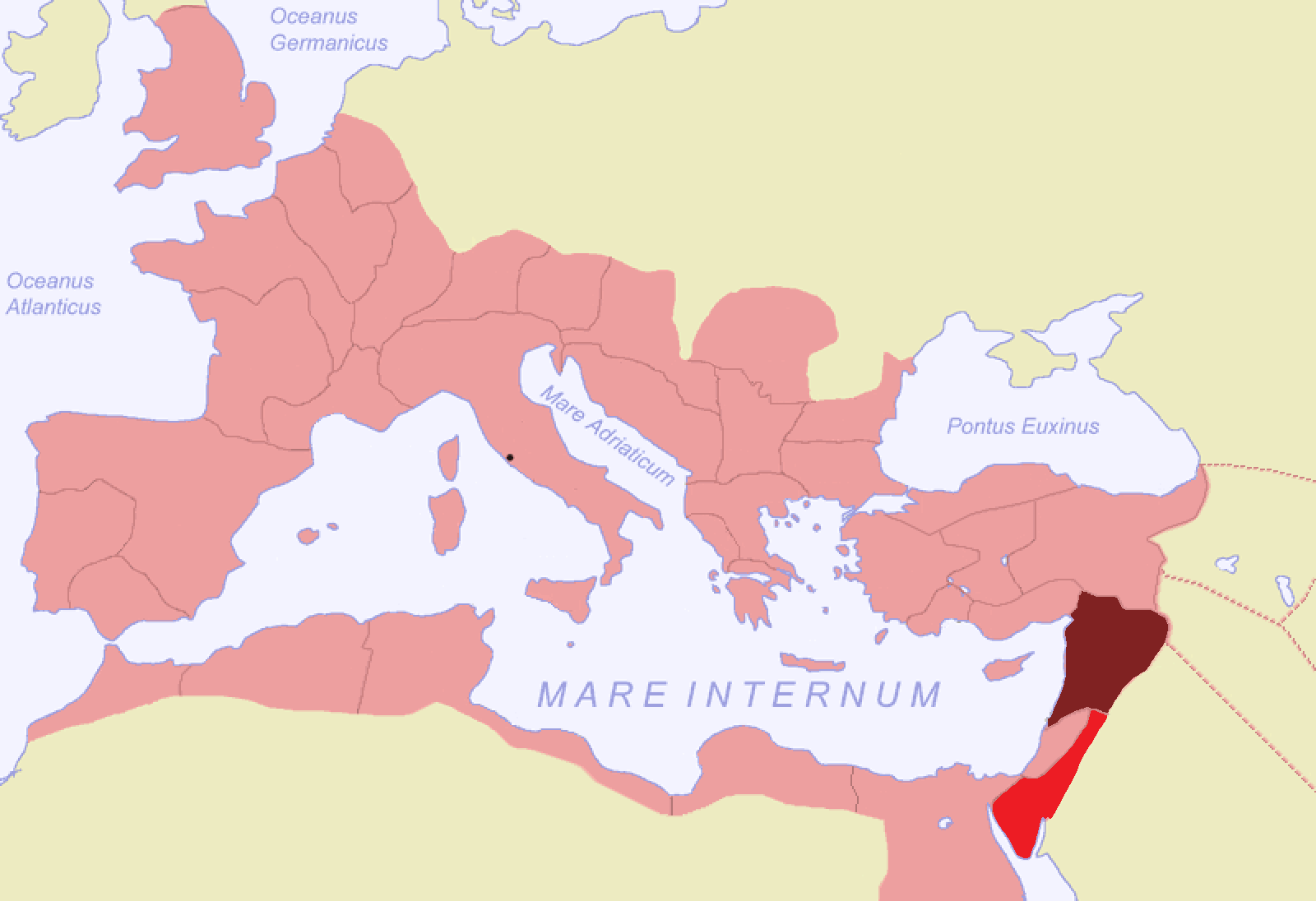
Mapa del imperio romano en 106.
En rojo oscuro, la provincia de Siria y en rojo vivo, la nueva Provincia de Arabia Pétrea.

En marzo de 106, aprovechando la muerte del rey de los nabateos Rabel II, Trajano ordenó a Aulo Cornelio Palma Frontoniano, gobernador de Siria, que ocupase su reino. La Legio III Cirenaica fue instalada en Bostra, capital de la nueva provincia de Arabia Pétrea, bajo el mando del gobernador. La decisión de incorporar el reino nabateo puede sugerir la necesidad de anexionar progresivamente otros reinos clientes de Roma en la región: el reino de Osroene alrededor de Edesa y el reino de Armenia. Armenia era un caso espinoso, los partos disputaban la supremacía sobre este reino con el Imperio romano desde la época del primer triunvirato. La prolongada dominación de Roma sobre el reino parecía hacer cada vez más inevitable la anexión final.
La anexión del reino Nabateo puede verse también como parte del deseo de asegurar vínculos comerciales entre Egipto, Judea y Siria, con el establecimiento de una línea comercial entre Bosra y Aelana, pasando por Petra, y el comienzo de un fortalecimiento de la frontera oriental. Entre 110 y 111, los romanos convirtieron el nuevo territorio en una base ofensiva y defensiva y establecieron en su frontera oriental el Limes Arabicus mediante la construcción de fortalezas aisladas para, al parecer, evitar que los partos invadieran Siria o incluso Egipto en una maniobra de diversión.

#### Campañas en Dacia
Algunos historiadores sugieren que Trajano planeó su expedición contra los partos incluso antes de su llegada al poder, en la época en que estaba ocupado bajo las órdenes de su padre en el frente oriental. Esta experiencia militar le hizo darse cuenta de que la situación sólo podía resolverse con una ofensiva a gran escala. Según esta hipótesis, su viaje a lo largo del Rin y el Danubio al comienzo de su reinado y luego las campañas contra los dacios se deben de analizar como parte de una política para consolidar los frentes europeos para así poder tener rienda suelta en la guerra contra los partos. De todas formas, el botín recuperado durante las campañas dacias permitió a Trajano financiar los preparativos para la expedición oriental. Sin esta fuente de financiación, la campaña contra los partos habría sido mucho más difícil de organizar.

#### Nuevos gobernadores para encabezar provincias clave
Trajano colocó a destacadas figuras al frente de las provincias sensibles de cara al conflicto con los partos: en 112, Tácito fue enviado como procónsul a la provincia de Asia; Cayo Avidio Nigrino se convirtió en gobernador de la recién conquistada Dacia, donde se temían disturbios, y Plinio el Joven, el hombre de confianza del emperador, se hizo cargo de la administración de Bitinia desde 111.

#### Partida de Trajano hacia el este
Trajano dejó Roma en septiembre u octubre de 113, pero no se dirigió directamente al frente parto. Primeró desembarcó en Atenas, donde se reunió con los embajadores enviados por Osroes I, rey parto, quien parecía haber subestimado y lamentaba las consecuencias de su interposición en Armenia. Estos le pidieron a Trajano que reconociese a Partamasiris como rey de Armenia y como vasallo de Roma. Trajano respondió que resolvería este asunto en persona cuando llegase a Siria. Esta negativa a negociar puede analizarse como prueba de que la guerra fue premeditada. Continuó su viaje a lo largo de la costa de Asia Menor, lo que le permitió evitar atravesar Anatolia en pleno invierno e hizo escala en Éfeso. A principios del año 114, Trajano desembarcó en Seleucia Pieria, el puerto de Antioquía y base de la flota de Siria creada bajo los Flavios, entrando así en Antioquía el 7 de enero de 114. Concentró sus tropas suministros necesarios en Siria y Capadocia y pidió a las ciudades de Oriente y a sus élites una gran contribución para la campaña. Se benefició de la reorganización de Capadocia, con la construcción de los campamentos de Satala y Melitene y el establecimiento de una red de carreteras en un eje oeste-este llevada a cabo bajo los Flavios.

### Año 114

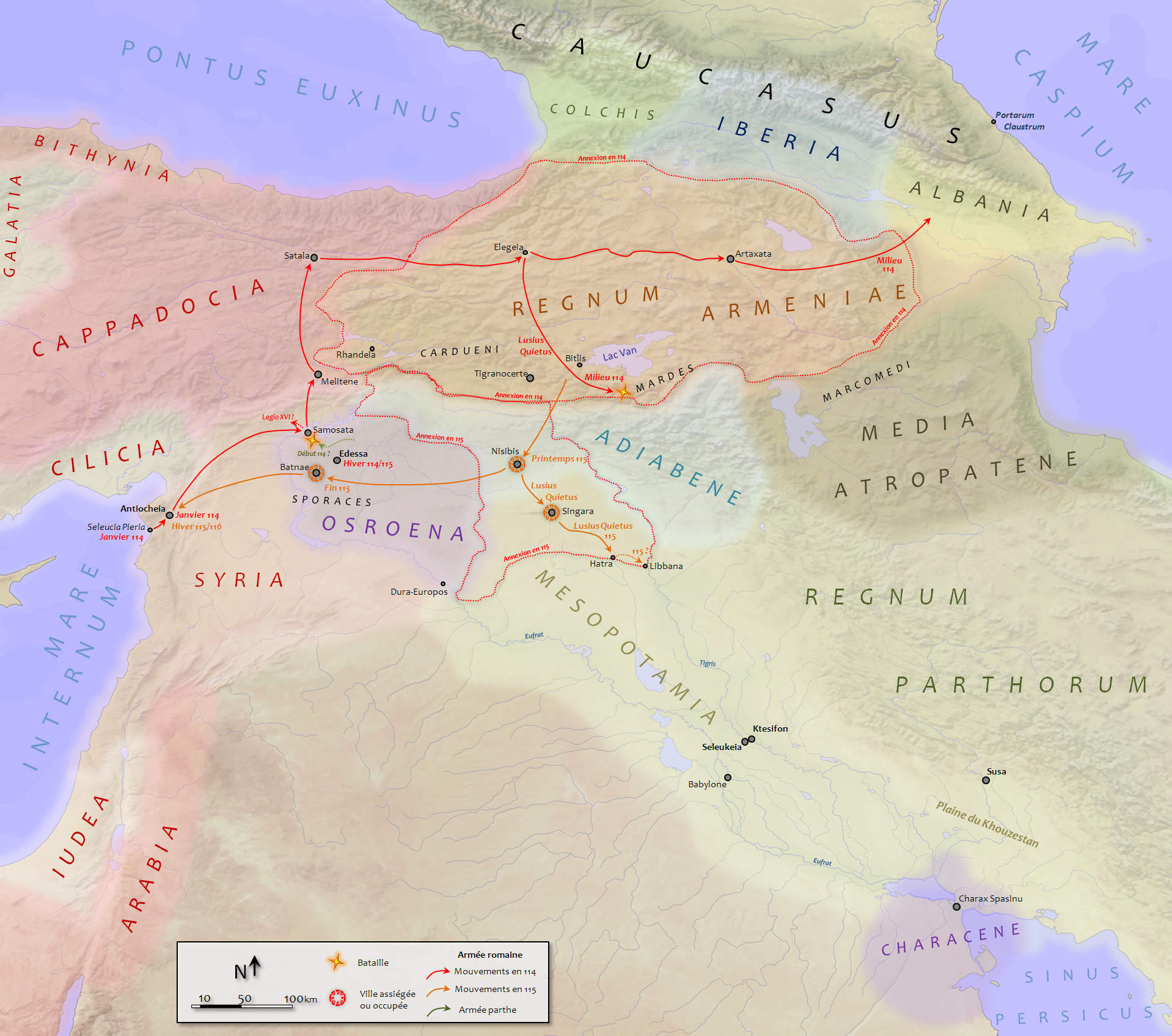
Las operaciones de los ejércitos de Trajano en los años 114 y 115.

Trajano recibió en Antioquía la embajada del rey Abgar de Osroene, un reino de Mesopotamia occidental, ubicado entre el Imperio Romano y el reino de los partos, y los príncipes árabes de Mesopotamia, incluidos Mannos de la tribu senita de Singara, Manisaros de Gordiene y Mebarsapes, rey de Adiabene. El rey Abgar ofreció muchos presentes al emperador como una disculpa por su demora, incluyendo 250 jinetes en armas. Osroes envíó una segunda delegación para continuar con las negociaciones iniciadas en Atenas, pero Trajano le dijo que lo que proponía no era aceptable.
Mientras tanto, combates se desarrollaban en las orillas del Éufrates y parece que los romanos sufrieron algunos reveses y que la Legio XVI, de guarnición en Samosata, tuvo que abandonar temporalmente la ciudad.
Al empezar primavera, Trajano dejó Antioquía encabezando su ejército, compuesto por ocho legiones a las que se agregan diferentes vexillationes de otras legiones y tropas auxiliares contando el ejército con aproximadamente 100 000 hombres, 17 legiones y, de hecho, la convirtió en la mayor reunión de legiones que el Imperio había conocido. Entre las legiones representadas, en su totalidad o por una vexillatio, podemos citar la VI Ferrata, cuyo legado Cayo Brutio Presente Lucio Fulvio Rústico fue condecorado por Trajano, la XVI Flavia Firma, basada en Satala, uno de cuyos centuriones fue condecorado al final de la guerra, la IV Scythica, que le dedicó un monumento a Trajano en Artaxata en 116, la X Fretensis, uno de cuyos tribunos fue recompensado por sus acciones, la XXII Primigenia, de la que fue condecorado su Praefectus castrorum Marco Julio Máximo y la III Cirenaica, cuya vexillatio elevó un altar dedicado a Serapis en Jerusalén entre 116 y 117 y construyó un arco triunfal en Dura-Europos en 115.
Trajano, tras obtener el apoyo de reyes locales sometidos a Roma tales como Anquialos, rey de los Machelones, tribu de Colquida, se dirigió hacia el norte, pasando por Samósata, la cual recuperó sin combatir, luego a través de Melitene llegó al campamento de Satala en el noreste de Asia Menor, cerca de la frontera con Armenia. Partamasiris intentó negociar con Trajano para que aceptase coronarlo, pero el emperador se negó a negociar.

#### Conquista de Armenia

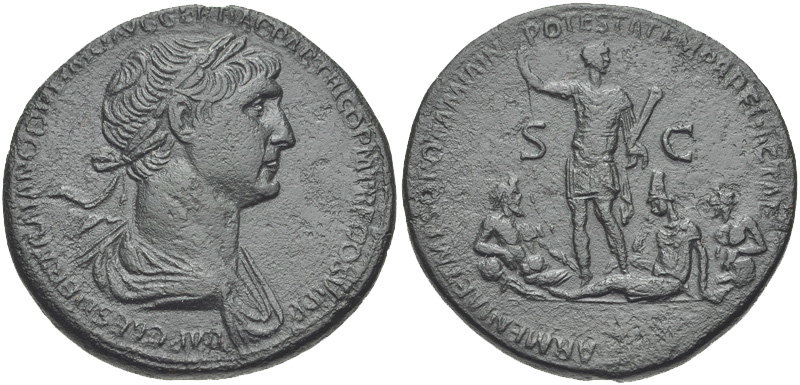
Reverso de Sestercio acuñado entre 116 y 117 conmemorando la conquista del Reino de Armenia y de Mesopotamia, con Las figuras sedentes de Armenia, el Éufrates y el Tigris a los pies de la figura de Trajano y cuya leyenda reza: ARMENIA ET MESOPOTAMIA IN POTESTATEM P R REDACTAE.
RIC II 642.

Trajano invadió Armenia y se dirigió hacia su capital, Artaxata. Esta gran ofensiva constituyó una violación de la paz establecida entre Roma y los partos desde el Tratado de Rhandeia, firmado por Cneo Domicio Corbulón, bajo Nerón, al terminar la guerra romano-parta de 58-63. El rey Partamasiris fue convocado a la ciudad de Elegeia, teniendo la esperanza de ser coronado por Trajano. Partamasiris se presentó ante el emperador y le entregó su corona, pero Trajano lo depusó y luego ordenó a Partamasiris y sus partidarios que abandonasen el Imperio, bajo escolta romana. Después de salir de Elegeia, en el camino a Artaxata, estalló un tumulto entre la escolta romana y el grupo de Partamasiris, durante el cual este último fue asesinado, quizá por orden de Trajano. Armenia fue anexionada inicialmente a la vecina provincia de Capadocia formando la provincia Cappadocia et Armenia Maior et Minor, con Lucio Catilio Severo a la cabeza, como legado, antes de convertirse en provincia romana. La nueva provincia no ocupaba todo el antiguo reino armenio y lo que no fue anexionado formaba un pequeño reino cliente cerca del macizo del Cáucaso, a orillas del mar Caspio, probablemente dirigido por el rey Axidares, quien había sido derrocado por Osroes.
Trajano usó los siguientes meses para pacificar la nueva provincia y subyugar a los pueblos fronterizos. Colocó un destacamento de tres legiones en la guarnición de Artaxata, una gran parte de la Legio IV Scythica y vexilationes de las legiones I Italica y VI Ferrata. Envió una columna bajo el mando del legado Lusio Quieto al sur del lago Van para resolver los problemas causados por los Mardes, y después penetró en territorio parto al cruzar el Aras. También envió a Brutio Presente, legado de la Legio VI Ferrata, cerca de la frontera con Media Atropatene y otro ejército a las Puertas del Caspio para someter a los albanos del Cáucaso. La nueva provincia parecía estar bajo control romano a finales de 114.
Por la conquista de Armenia, Trajano recibió del Senado el título de Optimus a principios del otoño. Trajano obtuvo la rendición oficial del Rey Abgar de Osroene y fue invitado a pasar el invierno en Edessa. Antes de abandonar Armenia, Trajano visitó el santuario de Baalbeck-Héliopolis para consultar los oráculos del dios sirio Hadad, rebautizado Júpiter-Heliopolitanus.

### Año 115

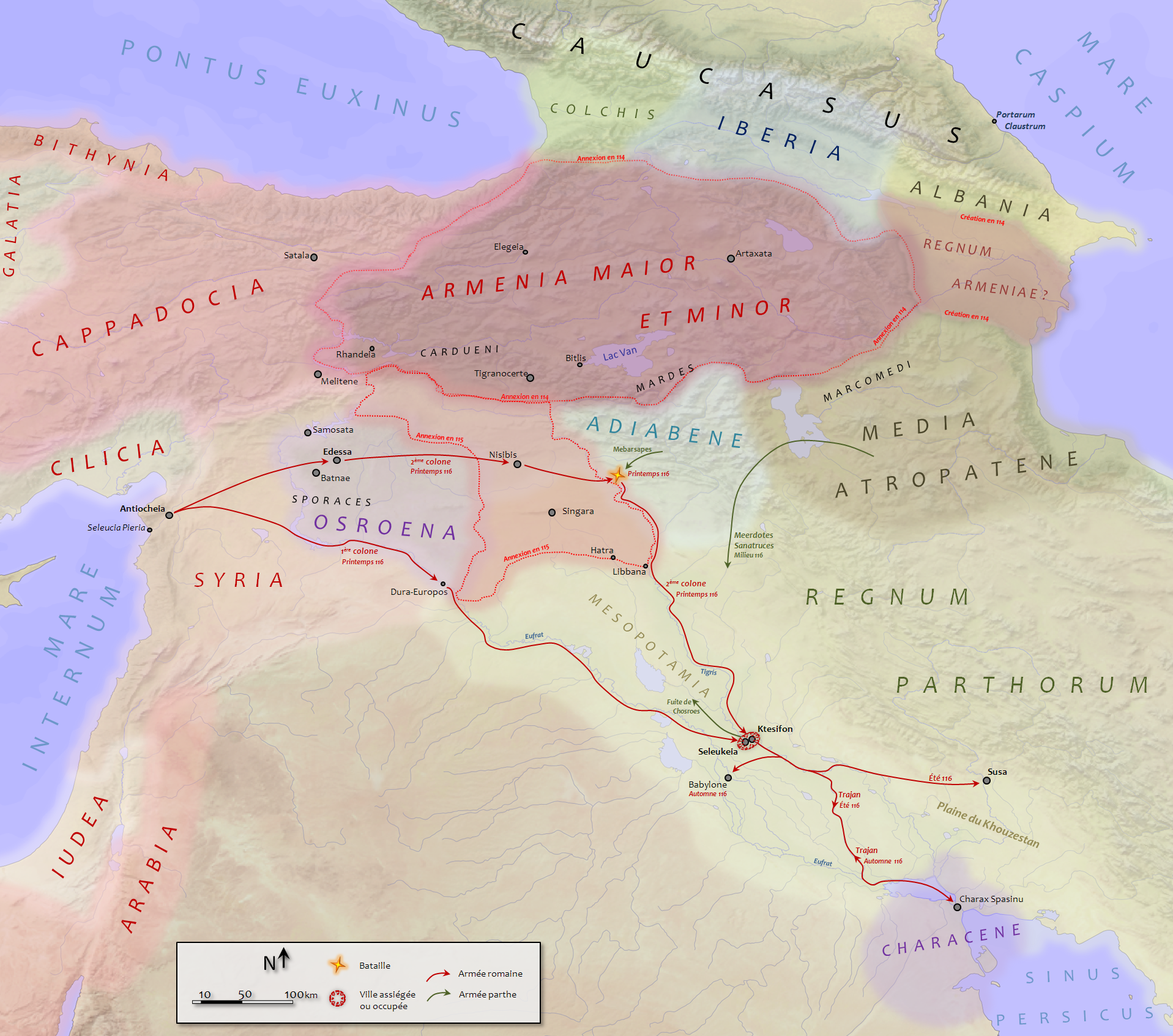
Movimientos de los ejércitos romanos en los años 115-116.

#### Conquista de Mesopotamia
En la primavera de 115, Trajano dejó Armenia a la cabeza de sus tropas y se dirigió al sur. Llegó al valle del Tigris en la Alta Mesopotamia a través del paso de Bitlis, la fortaleza de Nisibis rápidamente cayó bajo control romano, cuyo ejército parece haber obtenido múltiples victorias, ya que Trajano fue aclamado cuatro veces como imperator en este año. Sin embargo, los romanos, aprovechando la guerra civil que paralizó a los partos, no parece que hubiesen encontrado una resistencia significativa. Lusio Quieto continuó hacia el suroeste, ocupando Singara y posiblemente llegó hasta Hatra y Libbana en el Tigris. Las ovaciones octava y novena de Trajano probablemente celebran las sucesivas tomas de Nisibis y Singara.
Los romanos sometieron a los Cardueni de Gordia y los Marcomedi de Media Atropatene y, antes de finales del año 115, el norte de Mesopotamia fue declarado provincia romana. Hasta diciembre, Trajano se dedicó a organizar la nueva provincia, que se extendía entre el Tigris y el Éufrates, mediante la construcción de calzadas y el establecimiento de un sistema de aduanas en los dos ríos. Los soldados de la Legio III Cyrenaica erigieron un arco en honor a Trajano en Dura Europos, un importante centro de caravanas sobre el Éufrates, una señal de que los puestos de avanzada romanos se instalaron suficientemente lejos en dirección sur.
A finales de 115, Trajano regresó a Antioquía. En el camino de regreso, a instancias de Abgar de Osroene, quien logró convencer a Trajano de esta necesidad, los romanos ocuparon Batnae, cerca de Edesa, capital de los Esporaces de Antemusia. A continuación, pasó el invierno de 115/116 en Antioquía, donde muchos soldados, entre ellos miembros de la guardia personal del emperador, perecieron en un violento terremoto el 13 de diciembre de 116. El 20 de febrero de 116, fecha proporcionada por los Fasti Ostienses, el Senado agregó el título de Parthicus a los títulos de Trajano, lo que se refleja en las emisiones monetarias con reversos que celebran las victorias sobre los partos con la leyenda Parthia Capta.

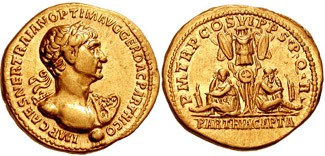
Reverso de Áureo acuñado a mediados del verano de 116 en el que aprecen dos cautivos partos debajo de un trofeo militar romano, con la leyenda PARTHIA CAPTA. RIC II 325.
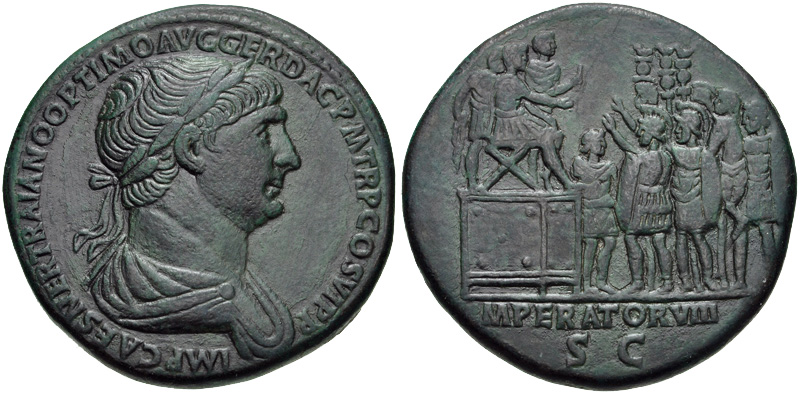
Sestercio acuñado después de 114 que muestra en el reverso a Trajano, acompañado de sus oficiales, siendo aclamado imperator por octava vez (IMPERATOR VIII SC).

## Segunda campaña

### Objetivos
Al final de la primera campaña, la guerra parecía haber terminado y los objetivos alcanzados, pero Trajano tenía el deseo de asegurar la nueva frontera tanto como fuera posible tomando la capital de parta para debilitar a sus enemigos, que seguían siendo una amenaza real, una estrategia ya iniciada por el avance de los destacamentos a Dura Europos a lo largo del Éufrates y Libbana a lo largo del Tigris.

### Año 116

#### Expedición al Golfo Pérsico
En la primavera 116, Trajano dejó Antioquía encabezando a su ejército, que dividió en dos columnas. La primera, que dirigía personalmente, llegó al menos hasta Nisibis, al marchar por la orilla izquierda del Tigris, usando botes remolcados desde la orilla para transportar sus pertrechos, e invadió Adiabene, mientras que la otra columna siguió el valle del Éufrates e invadió la baja Mesopotamia. Las dos columnas avanzaron sin encontrar resistencia, a excepción de algunos enfrentamientos durante el cruce del Tigris contra las tropas del Rey Mebarsapes, y cruzaron su curso a las puertas de Ctesifonte y Seleucia del Tigris que fueron ocupadas. Osroes I, rey de los partos, huyó ante la proximidad de Trajano y se refugió con su hermano Mitrídates, pero una de sus hijas fue capturada y enviada a Roma. La victoria en Adiabene y la toma de la capital parta le valieron a Trajano su duodécima y decimotercera aclamación como imperator.
En el verano de 116, Trajano continuó su viaje hacia el sur y consiguió la sumisión de Attambélos V, rey de Mesene, quien se convirtió en cliente de Roma, y del reino de Caracene. Recibido por el rey de Caracene, pro-romano, se quedó por un tiempo en Alejandría de Susiana a finales del verano, una ciudad portuaria ubicada cerca de la confluencia del Tigris y el Éufrates. Según una leyenda, Trajano, al asistir a la partida de buques mercantes hacia la India, lamentó no haber sido tan joven como Alejandro Magno para seguir su conquista hasta la India. Además, a su regreso del Golfo Pérsico Dion Casio dice que Trajano se detuvo en Babilonia para visitar la casa donde falleció Alejandro Magno y ofrecer un sacrificio.

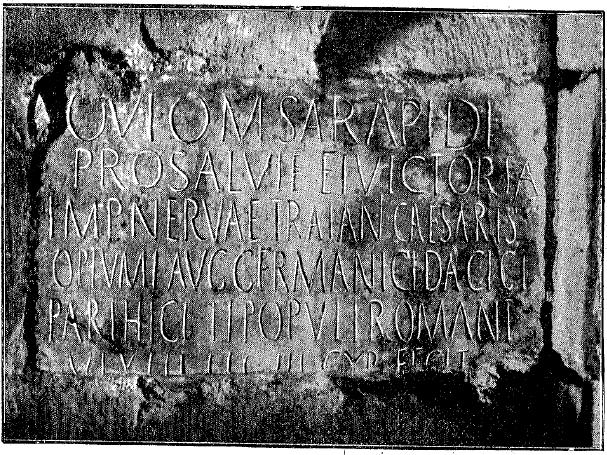
Inscripción procedente de Jerusalén dedicada a Júpiter Serapis por una vexillatio de la Legio III Cyreanica en 116-117 por la salud y la victoria del emperador Trajano y del pueblo romano.

En el este, las tropas romanas llegaron a la llanura de Juzestan y ocuparon Susa, la capital invernal de los monarcas partos. Trajano marchó más al este que cualquier otro emperador romano anterior a él y llevó al Imperio a su máxima extensión,aunque estas conquistas resultaron ser de corta duración.

#### Contraataque parto y revuelta judía
El rápido éxito de Trajano ante los partos le dio confianza y se embarcó en este avance a lo largo del Tigris hasta el Golfo Pérsico, cometiendo el error estratégico de descuidar el fortalecimiento de los territorios conquistados. Los partos, marcados por la caída de su capital, recuperaron cierta unidad, y la aprovecharon para reorganizarse y avanzar detrás de las tropas romanas, recuperando el control de Adiabene, liderados por los jefes arsacidas Meerdotes y Sanatruces.
A ello se sumó el descontento de la población local y la gran comunidad judía que protestó por los abusos cometidos por los soldados y la presión fiscal impuesta por los romanos. Con el apoyo de los comerciantes, cuyas actividades fueron interrumpidas por la conquista romana y el establecimiento de una nueva administración se produjo un levantamiento en las regiones del norte de Mesopotamia, lo que, combinado con el contraataque parto, condujo a la pérdida de todas las conquistas territoriales romanas. Aprovechando la ausencia de Trajano y la dispersión de sus tropas, la revuelta se extendió rápidamente a través del intermediario que representaban las caravanas a todas las regiones recientemente conquistadas por los romanos y los habitantes de Seleucia del Tigris, Nisibis y Édessa expulsaron a sus guarniciones romanas.

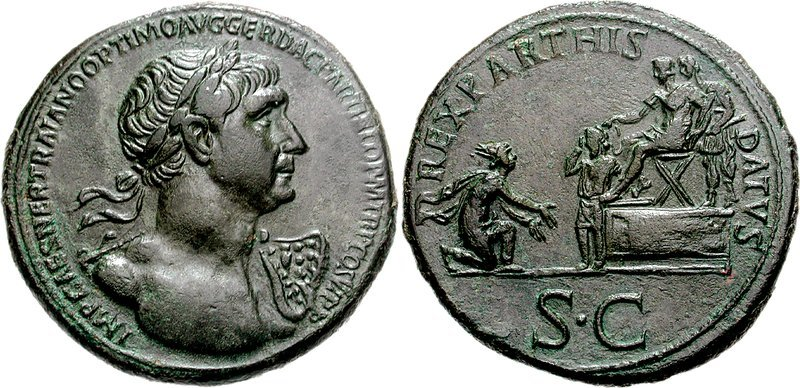
Reverso de Sestercio acuñado hacia 116/117 en el que aparece Trajano, sentado sobre una silla curul, entregando el trono de Partia a Partamaspates, con Partia personificada como una mujer arrodillada ante el emperador, con la leyenda REX PARTHIS DATVS S C.

Ya el año anterior,incidentes habían estallado en Cirenaica, incidentes que gradualmente se tornaron en una gran revuelta judía que envolvió a toda la parte oriental del Imperio, desde Cirenaica hasta Mesopotamia, a través de Egipto, Chipre, Judea y Siria. Trajano, que no esperaba que ocurrieran disturbios en Cirenaica y Egipto, había disminuido la presencia de tropas romanas en estas regiones. El levantamiento judío en el Medio Oriente podría explicarse en parte por antiguos lazos entre los partos y los Judíos.
Al enterarse de estos acontecimientos, Trajano abandonó Babilonia y dio inicio a la reconquista sistemática de las regiones perdidas, pero en Mesopotamia, varios legados, incluido Apio Máximo Santra, fueron derrotados, lo que llevó a la pérdida de numerosas guarniciones. Los romanos se vieron obligados a evacuar el extremo sur de Mesopotamia. Partamaspates, hijo del rey parto Osroes I, que acompañó a Trajano en su expedición a Ctesifonte, estableció un frente con sus tropas contra los rebeldes, frenando su progreso. Su acción fue recompensada por Trajano con la corona de Rey de los Partos en Ctesifonte con el título de Rex Parthiis Datus ("Rey dado a los partos"), renunciando así a la integración completa de Mesopotamia en el Imperio, y los territorios del sur de Mesopotamia, Babilonia y la región de Dura-Europos se entregaron al nuevo rey. Este último, que había vivido durante mucho tiempo con los romanos, no fue aceptado por la población. Trajano no podía permitirse movilizar tropas para ayudar a Partamaspates, quien fue derrocado por Osroes al año siguiente.
Trajano organizó la retirada de sus tropas más allá del Éufrates para recuperar el control de las ciudades rebeldes a lo largo del río. La retirada fue segura gracias a las acciones de Lusio Quieto para proteger el flanco de las legiones.

#### Intento de reconquista

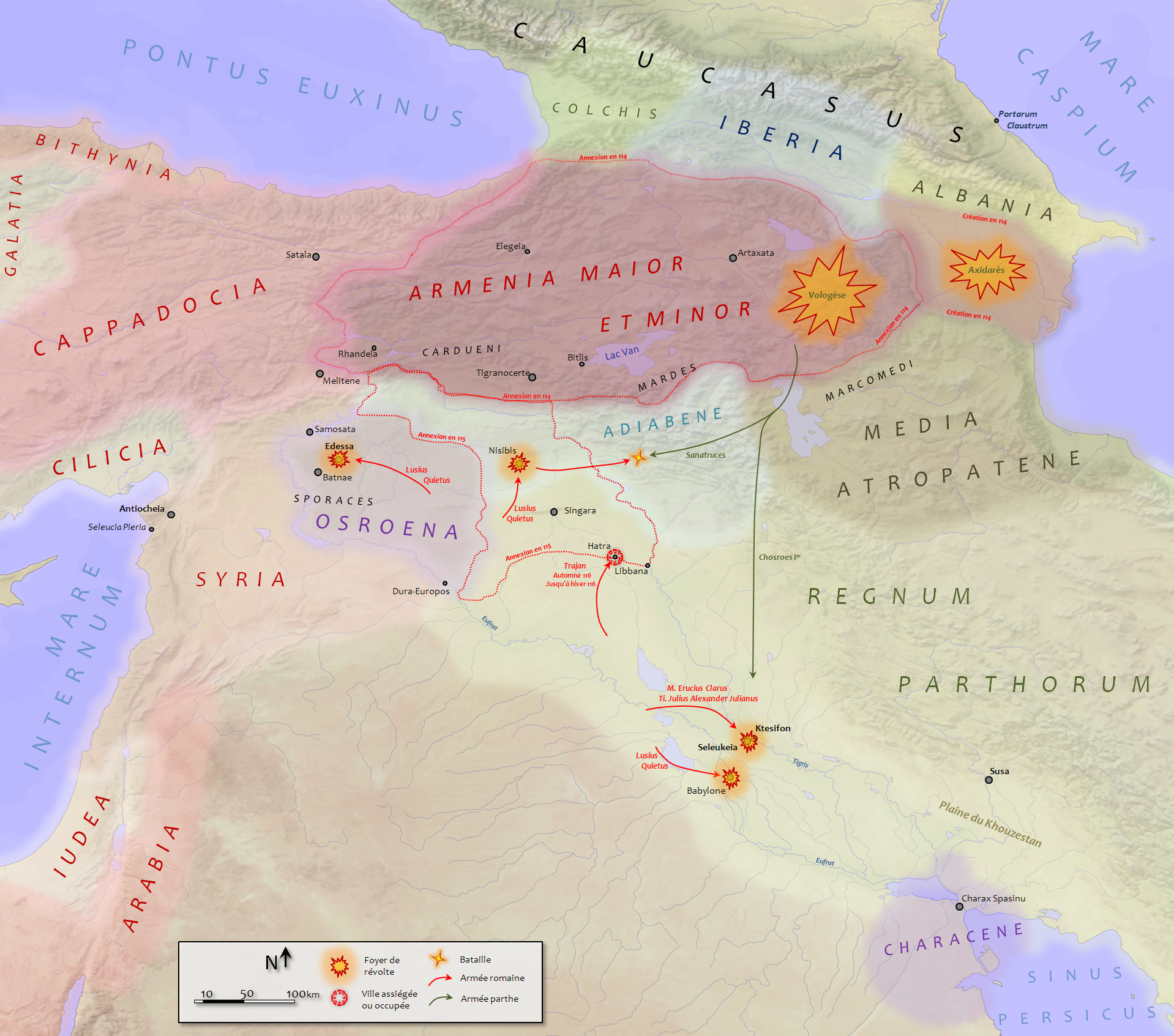
Rebeliones en el teatro de operaciones y movimientos del ejército romano a finales de 116.

Trajano encomendó a Lusio Quieto reprimir la insurrección que estalló en el norte de Mesopotamia, donde, con el apoyo de la gran comunidad judía de la región, Abgar VII de Osroene traicionó a los romanos y se unió a la causa de los partos. Babilonia, Nisibis y Edesa rápidamente volvieron a estar bajo el control romano. La represión de Lusio Quieto contra la revuelta fue terrible. Los judíos y rebeldes partos de Babilonia fueron masacrados, el rey Abgar de Osroene fue asesinado y la ciudad de Edesa fue arrasada. Lusio Quieto derrotó a las tropas de Sanatruces que recuperaron el control del sur de Armenia avanzando desde Media Atropatene. Sanatruces parece haber muerto en la lucha. Los generales Sexto Erucio Claro y Tiberio Julio Alejandro Juliano fueron hechos responsables de recuperar el control del sur de Mesopotamia y además de quemar Seleucia, ciudad que se había rebelado.
Trajano debió de separarse de parte de sus tropas que fueron enviadas para reprimir las revueltas que comenzaron en otras provincias del Imperio. Quinto Marcio Turbón fue enviado para recuperar el control de Egipto y Cirenaica, Cayo Julio Cuadrato Baso fue enviado a Dacia para encabezar la Legio XIV Gemina, con base en Carnuntum, para sofocar el levantamiento de los dacios libres, provocado por los repetidos ataques de los Sarmatas, Roxolanos y Yacigios. Fue en esta ocasión que Adriano fue nombrado gobernador de Siria sustituyendo a Cayo Julio Cuadrato Baso.
Nuevas revueltas estallaron en Armenia. Vologases, hijo de Sanatruces, tomó el mando de las tropas partas e intentó defender su posición en Armenia. Trajano, cuyos recursos militares se estaban reduciendo, se vio obligado a ceder parte del reino para permitir a sus tropas cierto reposo.
En el otoño de 116, una vez que los diversos teatros de operaciones estuvieron bajo control, Trajano se dirigió hacia el norte y asedió a Hatra, punto estratégico entre el Éufrates y el Tigris, con una población compuesta por iraníes, árabes y arameos, todos partidarios de los partos arsácidas. El asedio se llevó a cabo en condiciones muy desfavorables para los sitiadores que sufrieron el clima del desierto y la escasez de suministros. A fines del otoño, Trajano, cuya salud se vio disminuida, se vio obligado a retirarse hacia Antioquía, donde pasó el invierno. El ejército romano se retiró de Mesopotamia y evacuó las ciudades de Babilonia y Dura Europos, y esta última recuperó su papel de ciudadela parta que vigilaba la frontera con el Imperio Romano.

### Año 117
A principios de 117, el estado de salud de Trajano continuó deteriorándose. Incapaz de continuar dirigiendo ejército, finalmente decidió regresar a Roma a principios del verano dejando a Adriano, gobernador de Siria, al mando de las operaciones. Trajano empeoró repentinamente a bordo del barco que fletó para su viaje de regreso y desembarcó urgentemente en Selinunte, donde murió a principios de agosto. La ciudad paso a llamarse Traianópolis por un tiempo bajo Adriano, su sucesor.

## Cambio de estrategia de Adriano

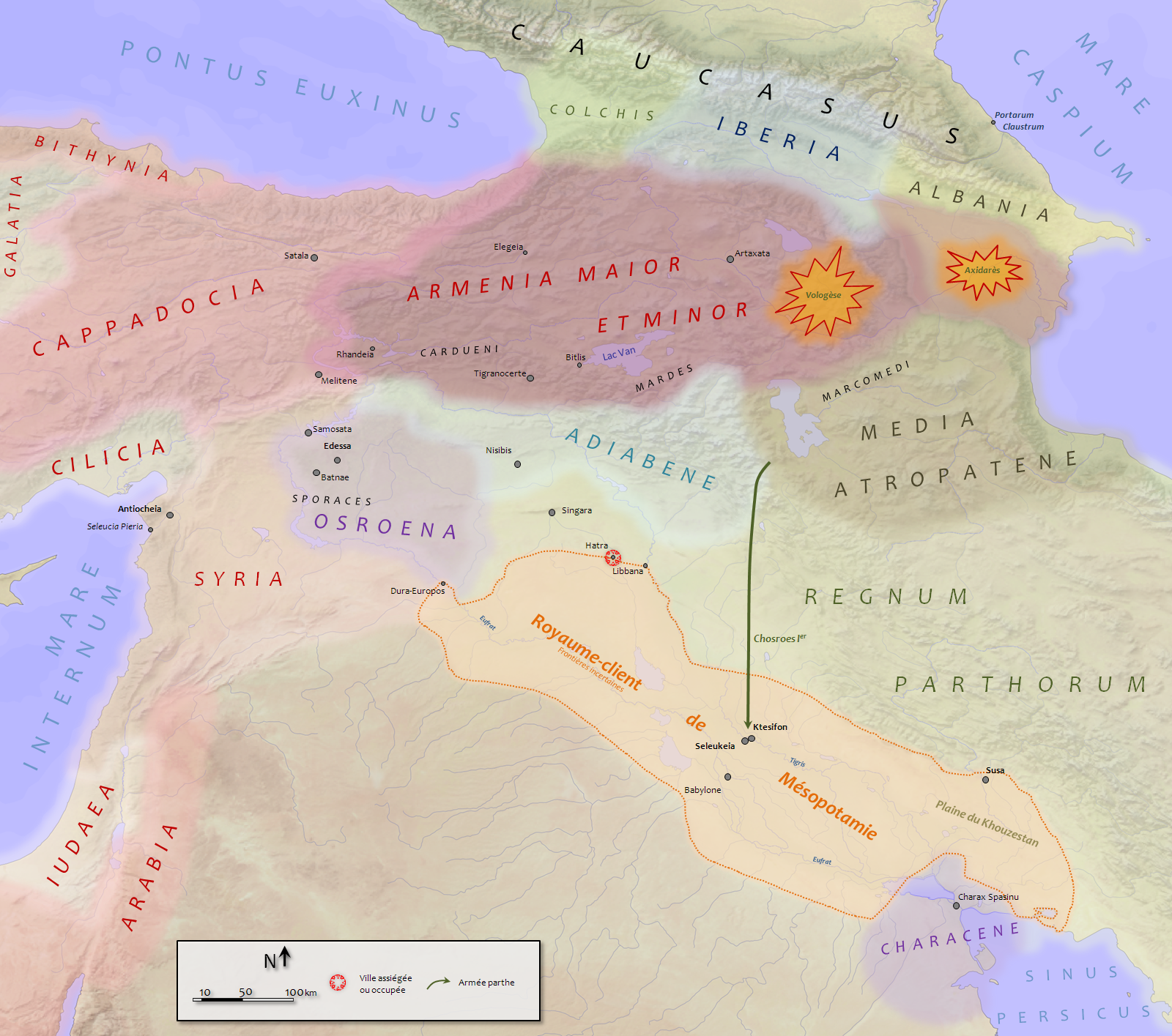
La situación del teatro de operaciones después de la partida de Trajano hacia Roma.

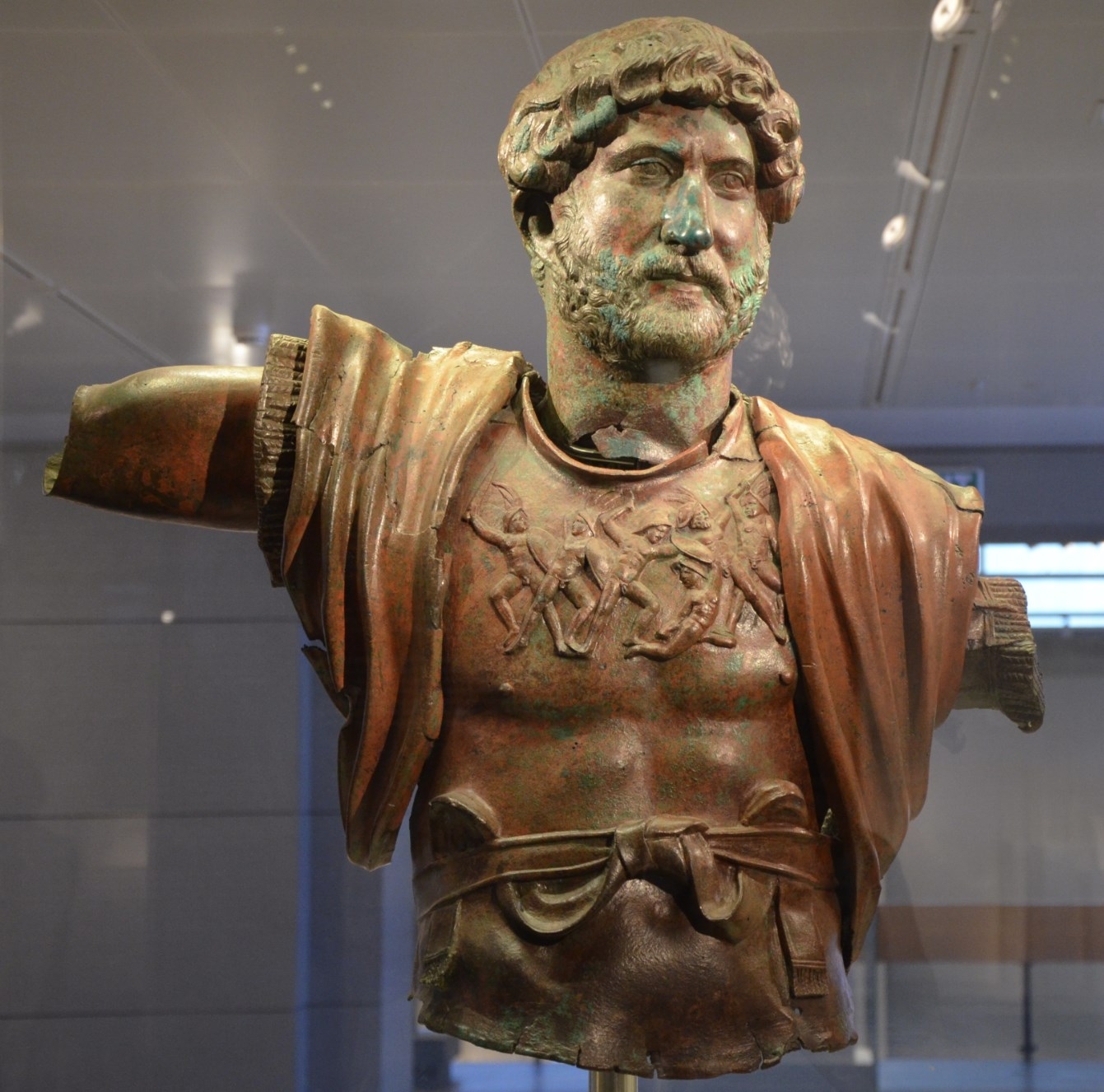
Busto de Adriano en bronce procedente del campamento de la Legio VI Ferrata en Tel Shalem.

### Abandono de las conquistas de Trajano
Al momento de la muerte de Trajano, a mediados del verano de 117, la Gran Armenia estaba nuevamente bajo control romano incluso si la lucha continuaba, excepto en la parte cedida poco antes por Trajano. En el norte de Mesopotamia, Lusio Quieto logró tomar el control de la situación. La lucha no se detuvo y los rebeldes fueron aislados en pequeños enclaves. En el sur de Mesopotamia, el rey-cliente Partamaspates no pudo mantenerse y fue derrocado por Osroes, quien recuperó el control de su capital. Adriano lo colocó en el trono del reino de Osroene. Adiabene estaba perdido.
La situación no era catastrófica, pero la reconquista de los territorios perdidos requeriría la realización de una nueva expedición. En estas condiciones, Adriano decidió no seguir con la política expansionista de Trajano en el este y renunció a Armenia y Mesopotamia. Lucio Catilio Severo, recién nombrado gobernador de Siria por Adriano, hizo un trato con Vologases y lo confirmó en el trono de Armenia.

### Tratado de paz
En junio de 123, Adriano se reunió con el rey parto Osroes I en una isla en el Éufrates donde se firmó un tratado de paz. Adriano se comprometió a no intervenir en los asuntos del reino de Partia. La hija de Osroes, capturada por Trajano en Ctesifonte y llevada a Roma, fue devuelta a Partia. La dinastía Abgarida, cuyo rey Abgar VII había sido asesinado durante la represión de Quieto en 116, fue confirmada por líderes del reino. Armenia permaneció bajo la protección de Roma con Vologases como rey. Mesopotamia perdió permanentemente su estado como provincia del imperio y la frontera oriental volvió al estado anterior a las campañas de Trajano.

## Consecuencias
Incluso si Adriano finalmente abandonó las conquistas de Trajano en el este, las campañas de Trajano contra los partos marcaron un punto de inflexión en la estrategia general del Imperio Romano e influyeron en sus sucesores: Lucio Aurelio Vero, después de un ataque parto en Armenia y Septimio Severo participaron en varias guerras de anexión en el Este.
A mediados del siglo III los romanos sufrieron serios reveses contra los sasánidas, dinastía que derrocó a los partos en Persia. La victoria de Galerio sobre el rey persa Narses borró la vergüenza de las derrotas y el Frente Oriental siguió siendo una zona militar activa durante todo el siglo IV, como preludio de las tensas relaciones y guerras que entre los siglos VI y VII enfrentaron a los sasánidas con el imperio bizantino, heredero del Imperio romano.